# Royaume de Vaspourakan
908–1021
Le royaume de Vaspourakan (arménien : Վասպուրականի թագավորություն ; également translittéré Vasbouragan en arménien occidental) était un royaume médiéval arménien centré autour du lac de Van, situé dans l'actuelle Turquie orientale et le nord-ouest de l'Iran. Il tirait son nom de la province historique de Vaspourakan au sein du Royaume d'Arménie. Dirigé par la dynastie Arçrouni, il a rivalisé et collaboré avec le Royaume bagratide d'Arménie pendant un peu plus d'un siècle avant que son dernier roi ne cède son territoire à l'Empire byzantin en 1021.

## Histoire

Le Royaume de Vaspourakan se situait au sud-est de ce qu'était la Grande-Arménie sous Tigrane II d'Arménie.

Le royaume de Vaspourakan était gouverné par la dynastie Arçrouni, une ancienne famille noble arménienne. Les Arçrouni avaient renforcé leur pouvoir dans la région au IXe siècle alors que la domination arabe déclinait. En parallèle, la dynastie bagratide consolidait son autorité sur l'Arménie. En 885, Achot Ier d'Arménie fut reconnu comme roi d'Arménie. En 908, sous le règne de son successeur Smbat Ier, Gagik Ier Arçrouni fut reconnu roi de Vaspourakan par le dirigeant sajide Yusuf ibn Abi'l-Saj et s'allia avec lui contre le Royaume bagratide d'Arménie. Après l'exécution de Smbat par Yusuf en 914, Gagik s'allia finalement avec le nouveau roi bagratide Ashot II pour vaincre les Arabes.
Le royaume de Vaspourakan atteignit son apogée vers 929 sous le règne de Gagik Ier, qui adopta le titre de roi d'Arménie. Il entreprit une série de projets architecturaux, notamment sur l'île d'Aghtamar, où se trouvait l'une de ses résidences royales. Cette île abritait également le Catholicos d'Arménie lorsque Dvin était sous contrôle musulman, ce qui permit à Gagik d'influencer l'élection des catholicos arméniens et d'affermir sa légitimité. À son apogée, Vaspourakan s'étendait entre le lac de Van et le lac d'Ourmia (Kaputan), incluant les provinces historiques de Vaspourakan et Mokk. À certaines périodes, notamment dans les années 910, il contrôlait aussi des parties de Ayrarat, Taron et Gordyène. Le royaume ne possédait pas de capitale fixe ; la cour royale se déplaçait entre Van, Ostan/Vostan (actuel Gevaş) et Aghtamar.

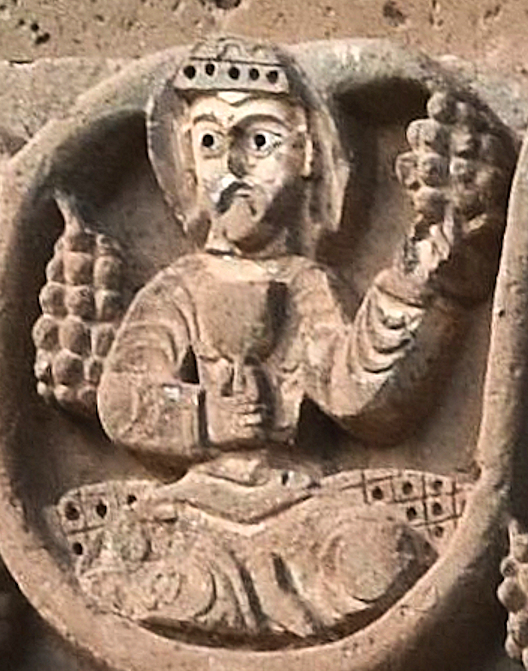
Représentation supposée de Gagik Ier Arçrouni sur la façade de l'église Sainte-Croix d'Aghtamar (915-921).

Bien que Gagik ait tenté de rivaliser avec Abas Ier de Kars dans les années 930, il fut finalement contraint de reconnaître la suprématie du royaume bagratide. À sa mort en 943, son fils Dérénik-Achot de Vaspourakan lui succéda, mais mourut sans héritier en 953. Son frère Abousahl-Hamazasp de Vaspourakan hérita du trône, et à sa mort, le royaume fut divisé entre ses trois fils : Achot-Sahak de Vaspourakan, Gourguen-Khatchik de Vaspourakan et Sénéqérim-Hovhannès de Vaspourakan. L'aîné, Ashot, conserva le titre royal et la suzeraineté sur ses frères. Après sa mort, Gurgen prit le trône, écartant les fils d'Ashot, et Senekerim-Hovhannès devint roi de la même manière en 1003 après la mort de Gurgen.
Senekerim-Hovhannès chercha une alliance contre l'expansion byzantine en mariant sa fille à Bagrat III de Géorgie. En 1016, le royaume subit un raid dévastateur des Seldjoukides. En 1021, Senekerim-Hovhannès céda le royaume à l'Empire byzantin, recevant en échange Sebasteia et ses territoires jusqu'à l'Euphrate. Vaspourakan devint alors le thème byzantin de Vasprakania. Vers 1050, Vasprakania fut fusionnée avec celle de Taron, mais la région fut conquise par les Seldjoukides en 1054-1056.